# Scarpanta dohrni
Scarpanta dohrni är en insektsart som först beskrevs av Karsch 1894.  Scarpanta dohrni ingår i släktet Scarpanta och familjen Flatidae. Inga underarter finns listade i Catalogue of Life.